# Shannon Moore
Shannon Brian Moore (født d. 27. juli 1979), bedre kendt som Shannon Moore, er en amerikansk fribryder, som bl.a. har kæmpet for World Championship Wrestling, World Wrestling Entertainment og Total Nonstop Action. 